# Matesih (plaats)
Matesih is een bestuurslaag in het regentschap Karanganyar van de provincie Midden-Java, Indonesië. Matesih telt 6441 inwoners (volkstelling 2010).